# Mellantjärnen (Hamrånge socken, Gästrikland)
Mellantjärnen är en sjö i Gävle kommun i Gästrikland och ingår i Hamrångeåns huvudavrinningsområde.